# Alexeyisaurus karnoushenkoi
L'alexeyisauro (Alexeyisaurus karnoushenkoi) è un rettile acquatico estinto, appartenente ai plesiosauri. Visse nel Triassico superiore (Norico, circa 225 milioni di anni fa) e i suoi resti sono stati ritrovati in Russia. È considerato il più antico plesiosauro noto. 

## Descrizione
Questo animale doveva essere lungo circa 7 metri; come tutti i plesiosauri, Alexeyisaurus possedeva un collo molto lungo, un corpo schiacciato e zampe trasformate in strutture simili a pinne per potersi spostare nel mezzo acquatico. Le vertebre sono molto caratteristiche, essendo notevolmente anficele (concave in entrambe le superfici articolari). L'omero era dritto, molto lungo e gracile; la superficie prossimale dell'omero era piatta e poco sviluppata, e ciò suggerisce che la testa dell'omero fosse poco ossificata. Il femore, anch'esso gracile, era leggermente ricurvo, moderatamente allungato e dalla morfologia molto differente rispetto a quella dell'omero. 

## Significato dei fossili
I fossili di questo animale, descritti per la prima volta nel 2010, sono stati ritrovati nella formazione Wilczek sulla Terra di Francesco Giuseppe. I resti constano di uno scheletro incompleto, che combina caratteristiche riscontrabili in alcuni plesiosauri successivi (elasmosauridi) e altre peculiarità esclusive di questa forma. Nello studio della prima descrizione, Alexeyisaurus è considerato il più antico rappresentante degli elasmosauridi (una famiglia di plesiosauri dotati di colli eccezionalmente lunghi e caratteristici del Cretaceo), e dei plesiosauri in generale.